# Compagnie Z
La Compagnie Z (Compagnia Z in lingua francese) era la denominazione delle compagnie del genio preposte all'utilizzo degli aggressivi chimici nell'Armée de Terre francese durante la prima guerra mondiale. Tra il 1915 ed 1918 ne furono costituite 9, inquadrate nel 1er régiment du génie (1º reggimento del genio), cinque appartenevano al 22e bataillon (22º battaglione), dalla 22/31 alla 22/36, due al 31e bataillon, la 31/1 e la 31/4, una al 32e bataillon, la 32/3, ridotte a otto, con lo scioglimento della 33/1, dal luglio 1917.

## Storia
Il primo utilizzo su larga scala di gas letali in guerra fu effettuato dalle Gastruppe tedesche a Ypres nell'aprile del 1915, durante la seconda battaglia di Ypres.Alle 17.30 del 22 aprile i tedeschi rilasciarono, da 5.730 bombole, 168 tonnellate di gas di cloro su un fronte di circa sei chilometri, causando circa 5.000 morti nello schieramento alleato nel giro di dieci minuti. L'uso di gas letali in battaglia era proibito dalla convenzione dell'Aia, fino ad allora entrambe le parti avevano fatto uso solo di sostanze debilitanti e non letali. L'uso di gas asfissiante da parte dei tedeschi scatenò un'ondata di indignazione fra gli alleati.
Dopo Ypres venne incaricato il generale della sezione tecnica del genio, Fernand-Alexandre Curmer, che si occupava delle armi speciali (lanciafiamme, mortai,  corazze per la fanteria) di provvedere alla reazione francese contro i gas tedeschi. Creò una commissione di studio con André Kling (1872-1947) direttore del Laboratoire municipal del la ville de Paris (laboratorio municipale della città di Parigi, LMVP) e Gabriel Bertrand dell’istituto Pasteur. 
Il 23 aprile Kling venne incaricato direttamente da Foch di condurre una inchiesta sul gas utilizzato dai tedeschi a Ypres.
Il 25 il ministero della guerra emanò la richiesta per lo studio e la fornitura di maschere antigas. Il 27 Kling identificò con certezza il gas utilizzato dai tedeschi: il cloro.
Il 28 viene istituita una commissione per realizzare una risposta all’attacco chimico tedesco, Commission des Études Chimiques de Guerre (così composta: per l'istituto Pasteur, Haller, Gauthier e Deslandres e Gabriel Bertrand,  per l'LMVP: Kling, per la Sorbona: Urbain, per l'Ecole superieure d'Electricité, Henri Chaumat (1867-1942), il dottore Arnauld, per la sezione tecnica del genio, il colonnello Mourral, per la sezione tecnica dell'artiglieria, il luogotenente Jouhgandeau, ed alcuni rappresentanti dell'industria chimica). Il 30 aprile 1915 lo stato maggiore francese (il Grand quartier général) istituisce le compagnie speciali del genio. 
Intanto i tedeschi, la notte tra il 23 ed il 24 maggio effettuarono un altro attacco con i gas contro il saliente di Ypres, della durata di 7 ore con lo scopo di superare la difesa delle prime, maschere, frettolosamente realizzate (un semplice tampone di garza imbevuto di una miscela basica).

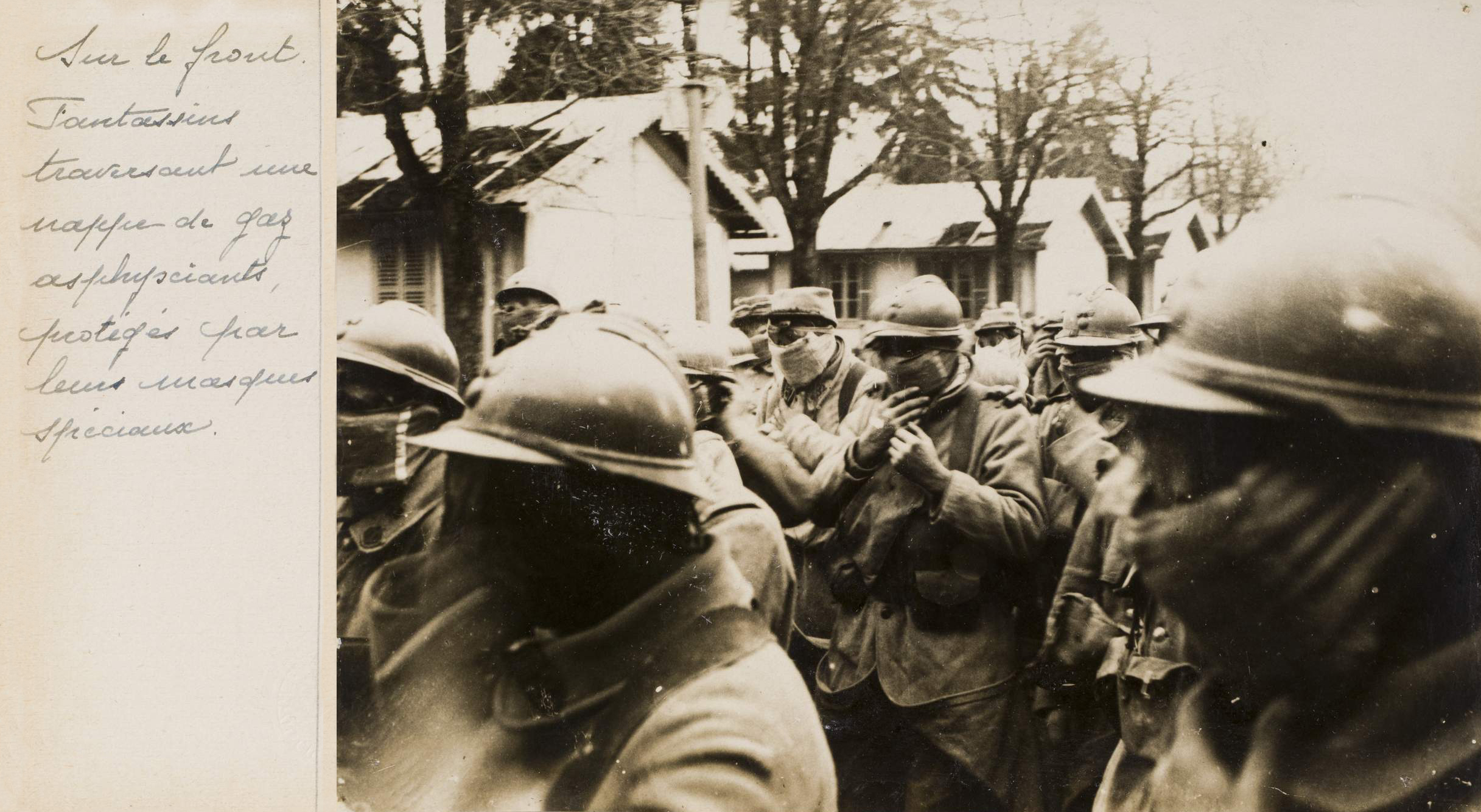
Prime maschere antigas francesi

I primi esperimenti per produrre una nube di gas di cloro furono effettuati il 4 maggio 1915, ma il primo utilizzo operativo fu solo nel febbraio del 1916, 10 mesi dopo l'attacco tedesco a Ypres. I motivi del ritardo furono principalmente dovuti all'insufficienza dell'industria chimica francese che non fu in grado di produrre cloro a sufficienza fino all'aprile del 1916, costringendo all'impiego di materiale importato dal Regno Unito, comunque in quantità insufficienti. 
Da un primo nucleo di uomini del reggimento dei sapeurs-pompiers di Parigi, il 4 maggio vennero create le compagnie 22/31, 22/32 e 22/33.
L'organico fu rapidamente ampliato e nel mese di agosto erano operative sei compagnie Z.

Il 10 giugno 1916 fu creato il 34e batallion, portando a nove le compagnie in linea.
Dato che, nel 1917, il 1er régiment du Génie aveva raggiunto l'organico di 450 compagnie, ne fu deciso lo scorporo con la creazione, il primo luglio 1917, del 21e régiment du Génie a cui furono assegnate le compagnie Z organizzate in due gruppi (1er e 2e groupe Z) di due battaglioni formati da due compagnie, lo scioglimento della 5ª compagnia del 31º battaglione portò ad 8 le compagnie in linea.
Inizialmente il personale delle compagnie Z fu preso da altre unità del genio militare, ma all'aumentare del numero delle compagnie si ricorse anche a 400, fra soldati ed ufficiali dei Cuirassiers.

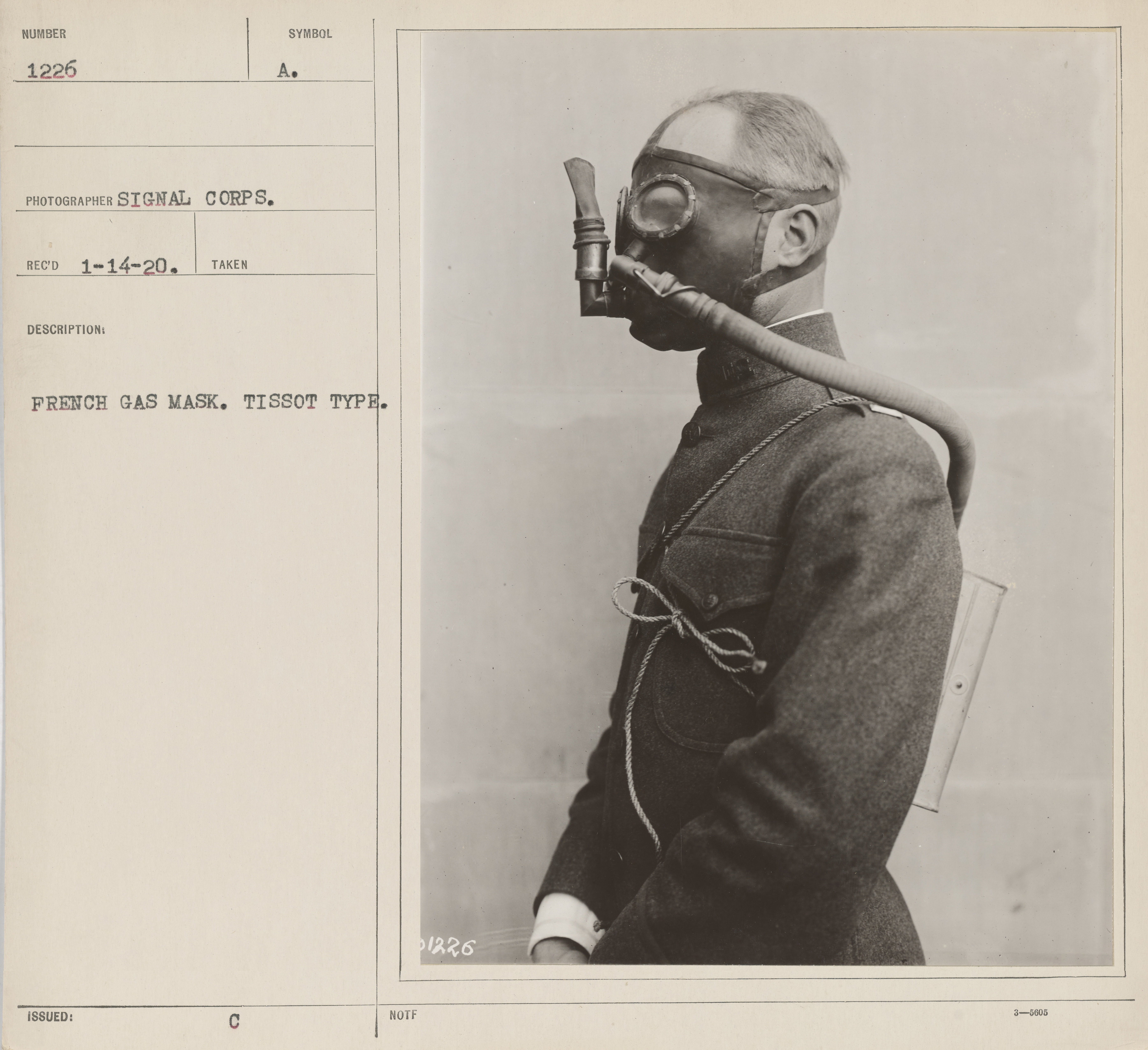
Maschera antigas francese modello Tissot petit modèle, versione alleggerita del grand modèle, adottata nel 1917

L'organico di una compagnie Z era di 5 ufficiali, 22 sottufficiali e 369 zappatori divisi in tre sezioni incaricate dell'emissione del gas, una di riserva e una sezione meteorologica, inoltre, erano assegnati a ciascuna compagnia un medico e sei infermieri.

Le compagnie Z dipendevano direttamente da un comando di gruppo di armate (Groupes d’Armées) o da quello di una armata, alle unità francesi era prescritto di installare le bombole del gas in bunker sotterranei protetti dal tiro dell'artiglieria nemica, con la conseguenza che per effettuare un attacco, su di un fronte di 6 km, ci volevano da uno a tre mesi. Sia le Gastruppe che la Special Brigade cercavano, invece, di massimizzare l'effetto sorpresa, con una preparazione di pochi giorni, direttamente nelle trincee di prima linea. Per l'alto comando francese, i gas erano una arma per aumentare l'attrito, non per appoggiare un'offensiva.

Alle compagnie Z era fornito il respiratore Tissot grand modèle , sviluppato prima della guerra per il soccorso nelle miniere, composto da una maschera facciale in gomma collegata ad una cassetta filtro a zaino collegata con un tubo di gomma, permetteva la sopravvivenza anche in caso di alte concentrazioni di cloro-fosgene, letali con le maschere a tampone fornite alla fanteria.
La prima emissione di gas da bombole francese fu effettuata dalla compagnia Z 22/33 del genio il 14 febbraio 1916 nel settore di Neuville - Godat a nord di Reims.
La Gran Bretagna, nella seconda metà del 1917, fornì 1000 Livens projector all'esercito francese, che furono affidati al 1er  groupe Z che li utilizzò esclusivamente.

## Elenco delle operazioni (parziale)
La seguente tabella elenca alcune delle operazioni che sono state effettuate durante la prima guerra mondiale dalle compagnie Z francesi con agenti chimici. Sono state registrate 54 operazioni maggiori di rilascio di gas tra il febbraio 1916 ed il maggio del 1918.

### 1915, i primi tentativi falliti
La compagnia Z 22/31 (poi rinominata 33/1) venne costituita nel settembre del 1915, comandata dal capitano Grisard. Nel dicembre fu inviata nel settore dei Vosgi, a nord di Thann, per effettuare la prima emissione, da parte francese, di gas di cloro da bombole.
I preparativi si protrassero fino al 20 gennaio 1916, ma la notizia dell'impiego del gas tossici si sparse fra la popolazione, che iniziò a protestare e il presidente francese Poincaré, in viaggio in quel settore, si oppose all'operazione per il rischio di colpire la popolazione civile. La compagnia venne allora inviata a Thillot, ma, anche qui, non fu possibile garantire la segretezza e l'operazione venne annullata di nuovo.
Dopo la sostituzione di Grisard con Franceschi fu scelto il settore di Violu per ritentare l'operazione.

### 1916
| Data                     | Luogo dell'attacco             | Unità coinvolta                                 | Vittime                              | Tipo di attacco |
| ------------------------ | ------------------------------ | ----------------------------------------------- | ------------------------------------ | --- |
| 14 febbraio              | Fronte occidentale (1914-1918) | Compagnie Z 22/33                               | 32. Division tedesca                 | Attacco con rilascio di nube di cloro da bombole fra Neuville - Godat, 90 t su di un fronte di 2 Km, tra le 3:30 e le 4:30 del mattino, 29 uomini della compagnia rimasero intossicati. Dopo l'insuccesso della Z 22/31, la compagnia Z 22/33 riuscì, pur con alcune difficoltà, ad eseguire l'attacco. |
| 25 marzo                 |                                | Compagnie Z 22/32 (successivamente 32/1 e 33/1) | 4. Division tedesca                  | La compagnia 22/32 (successivamente 32/1 e 33/1) fu formata nel novembre 1915, dopo un tentativo annullato sul monte Têtu, fu inviata, nel gennaio 1916, a Pompelle dove installò 1800 bombole per 72 t di cloro entro il 13 febbraio. Il 25 marzo alle 23:00 fu dato l'ordine di emissione del gas. Per il cambiamento del vento ci furono 114 francesi gassati.                                                            |
| 13 aprile                |                                | Compagnie Z 31/1                                | 16. Reserve-Division tedesca         | Attacco con rilascio di nube di gas da bombole fra Quennevières - Boyau du peintre, 103 t di cloro lungo un fronte di circa 2,5 km, alle 2:30, 16 uomini della compagnia rimasero intossicati. |
| 3 giugno                 |                                | Compagnie Z 22/31                               | truppe tedesche                      | Attacco con rilascio di nube di gas da bombole nel settore di Violu alle 1:00 di notte, l'ordine di apertura venne subito ritirato per l'improvvisa caduta del vento, 300 bombole vennero aperte comunque con il risultato di 49 gassati e 2 morti tra i genieri. Una delle cause dell'intossicazione fu la maschera francese antigas modello TNH, che risultò difettosa. L'attacco uccise 6 soldati tedeschi e ne gassò 61. |
| 4 giugno                 |                                | Compagnie Z 32/3                                | 103. Infanterie-Division tedesca     | Attacco con rilascio di 72 t di gas di cloro in bombole di Reims - Le Marquises (nord di Prunay), 3 Km di fronte, alle 22:00. |
| 13 giugno                |                                | Compagnie Z 22/33                               | 32. Division tedesca                 | Attacco con rilascio di nube di gas di cloro da 870 bombole, 35 t, fra Neuville - Godat alle 9:00. |
| 28 giugno                |                                | Compagnie Z 31/1                                | 36. Division tedesca                 | Attacco con rilascio di nube di gas di cloro da 2500 bombole, 100 t, fra Fouquescourt-Andechy, 7 km di fronte, alle 19:10. 16 genieri intossicati. |
| 5 luglio                 |                                | Compagnie Z 3/14                                | 35. Division tedesca                 | Attacco interrotto con rilascio di nube di gas di cloro, fra Lihons - Maucourt 16 genieri intossicati e 8 morti. |
| 12 luglio                |                                | Compagnie Z 33/1                                | 2. Garde-Infanterie-Division tedesca | Attacco con rilascio di nube di gas da 1800 bombole, nel settore Beuvraignes e Lacourt, ore 16:00. |
| 14 agosto e 13 settembre |                                | Compagnie Z 31/2 e 33/1                         | truppe tedesche                      | Attacco con rilascio di nube di gas da 1492 bombole, più di 53 t di gas, nel settore Beuvraignes e Lacourt. |
| 25 agosto                |                                | Compagnie Z 22/32 e 22/34                       | truppe tedesche                      | Attacco con rilascio di nube di gas da 2200 bombole, 84 t di cloro, nel settore di Sommepy-Tahure, dalle 23:00 alle 01:04. Per il cambiamento del vento ci furono 24 francesi gassati e 4 morti. |
| 6 ottobre                |                                | Compagnie Z 22/33                               | truppe tedesche                      | Attacco con emissione di gas da 3200 bombole per 128 t di cloro, nel settore Somme - Suippes, dalle 22:00 e le 23:00. L'attacco francese che doveva seguire l'emissione di gas fu annullato per la violenta reazione avversaria. |
| 18 ottobre               |                                | Compagnie Z 31/2 e 33/1                         | truppe tedesche                      | Attacco con emissione di gas da 1800 bombole di cloro, 72 t e 900 bombole di cloro-fosgene, 23.8 t di gas, nel settore Échelle Saint Aurin- Dancourt, 18 ottobre 1916, dalle 21:30 alle 00:00, 408 bombole non furono aperte per il vento sfavorevole. |
| 8 novembre               |                                | Compagnie Z 22/34                               | truppe tedesche                      | Attacco con emissione di gas da bombole nel settore di Harazée (Vienne-le-Château) alle 22:00. 38 gassati francesi per la rottura di un tubo. Prigionieri tedeschi riferirono di 40 gassati ed alcuni morti tra le truppe tedesche. |
| 22 dicembre              |                                | Compagnie Z 33/1                                | truppe tedesche                      | Attacco con emissione di gas da 1740 bombole di cloro, 70 t e 880 bombole di cloro-fosgene, 24 t di gas, nel settore Beuvraignes- Dancourt, dalle 20:00 alle 21:45. Il giorno seguente 800 bombole furono aperte alle 18:30 per sorprendere i nemici senza maschera o con la maschera esaurita. |
| 31 dicembre              |                                | Compagnie Z 22/33                               | truppe tedesche                      | Attacco con emissione di gas da bombole, nel settore di Sommepy-Tahure, 9 t di cloro e 1,6 t di fosgene. Tre genieri intossicati. |

### 1917
| Data                | Luogo dell'attacco             | Unità coinvolta   | Vittime         | Tipo di attacco |
| ------------------- | ------------------------------ | ----------------- | --------------- | --- |
| 17 febbraio         | Fronte occidentale (1914-1918) | Compagnie Z 22/32 | truppe tedesche | Emissione di gas da 3211 bombole, 144 t di cloro, nel settore di Souain-Perthes-lès-Hurlus, iniziata alle 01:00 ed interrotta per il cambiamento del vento solo 319 bombole furono aperte. Ripetuta con successo il 28 marzo alle 5 del mattino. |
| 1 aprile            |                                | Compagnie Z 22/33 | truppe tedesche | Attacco con rilascio di nube di gas, 16,5 t (cloro e una piccola parte di fosgene) da bombole nel settore Bois Brûlé - Apremont, alle 0:00. |
| 12 aprile           |                                | Compagnie Z 22/34 | truppe tedesche | Attacco con emissione di gas da 600 bombole nel settore di Harazée (Vienne-le-Château), su una sezione del fronte diversa da quella dell'8 novembre 1916, alle 2:00. 3 genieri gassati. |
| 22 giugno 11 luglio |                                | Compagnie Z 22/33 | truppe tedesche | Attacco con rilascio di nube di gas presso il Fort de Troyon (Verdun) su due settori: bois de Chevaliers e bois Bouchot. 1600 bombole divise sui due settori. 26 genieri intossicati leggermente. |
| 14 settembre        |                                | Compagnie Z 22/33 | truppe tedesche | Attacco con rilascio di nube di gas presso il bois de Mort Mare (Flirey), 40 t di una miscela di cloro e fosgene, 75%/25%. Due genieri gassati. |
| 19 luglio           |                                | Compagnie Z 22/34 | truppe tedesche | Attacco con emissione di gas da 600 bombole nel settore di Harazée (Vienne-le-Château), su una sezione di 400 m del fronte diversa da quella del 12 aprile, alle 1:00. 11 genieri gassati lievemente. |
| 14 settembre        |                                | Compagnie Z 22/34 | truppe tedesche | Attacco con emissione di gas da 503 bombole cloro/fosgene nel settore a nord di Seicheprey, alle 2:30. |
| 2 ottobre           |                                | Compagnie Z 22/32 | truppe tedesche | L'operazione, iniziata il 9 luglio, fu rinviata numerose volte fino ad arrivare al 2 ottobre. Emissione di gas dal villaggio di Fey-en-Haye iniziata alle 04:00 e conclusa alle 6:00. Ritenuta un successo, grazie alle perfette condizioni meteorologiche che permisero alla nube di permanere per molte ore sul bois de la Friére tenuto dai tedeschi. |
| 14 ottobre          |                                | Compagnie Z 22/34 | truppe tedesche | Attacco con emissione di gas da 600 bombole nel settore di Marvoisin, alle 0:00. |
| 27 novembre         |                                | Compagnie Z 22/34 | truppe tedesche | Attacco con rilascio di nube di gas presso il bois de Remières (Seicheprey ), su cinque fronti distinti, due sezioni per 7,5 t di una miscela di cloro e fosgene, vengono aperte il 27 novembre. Altre tre sezioni, per 18 t di gas, vengono aperte il 9 dicembre.                                                                                       |

### 1918
| Data       | Luogo dell'attacco             | Unità coinvolta           | Vittime         | Tipo di attacco |
| ---------- | ------------------------------ | ------------------------- | --------------- | --- |
| 6 gennaio  | Fronte occidentale (1914-1918) | Compagnie Z 22/33         | truppe tedesche | Attacco con gas emesso da bombole presso Fey en Haye, già luogo di un attacco da parte della Compagnie 22/32 il 3 ottobre, effettuato alle 9:30. |
| 10 gennaio |                                | Compagnie Z 22/32 e 22/33 | truppe tedesche | Emissione di gas da bombole, per totali 174 t tra cloro e fosgene, nel settore di Reillon - Saint Martin, dalle 14:00 e le 15:00.                |
| 9 febbraio |                                | Compagnie Z 22/34         | truppe tedesche | Emissione di gas da bombole presso Badonviller, alle 3:00.                                                                                       |
| 4 marzo    |                                | Compagnie Z 22/33         | truppe tedesche | Attacco con lanciabombe a comando elettrico Livens presso il bois le Prêtre, ore 18:00. Il 6 aprile terminano le attività delle compagnie Z.     |